# Seigo Yamaguchi
Seigo Yamaguchi, soprannominato "il Genio dell'Aikidō" (山口 清吾 (Yamaguchi Seigo?); Fukuoka, 13 aprile 1924 – 24 gennaio 1996), è stato un insegnante di Aikidō presso lo Hombu Dojo dell'Aikikai di Tokyo col grado di 9º dan.

## Biografia
Nacque il 13 aprile del 1924 nella prefettura di Fukuoka, nel Kyūshū in Giappone. Da giovanissimo era un avido lettore anche grazie al padre, preside di una scuola, che lo riforniva costantemente di libri, consentendogli di approfondire conoscenze di storia, filosofia e letteratura. Studiò presso un istituto tradizionale fondato dai clan Yanagawa e Han durante il periodo Edo, per poi laurearsi presso l'università Hiroikegakuen.
Durante la seconda guerra mondiale partecipò alla guerra del Pacifico, arruolato in uno squadrone Kamikaze della Marina, di quelli che si schiantavano con un sommergibile esplosivo contro le navi nemiche. Per fortuna dell'Aikidō moderno la guerra finì prima che gli fosse assegnata una missione.

## Incontro con l'Aikido
Dopo la guerra rientrò nella nativa Fukuoka per continuare gli studi e nel 1949 ottenne la qualifica per lavorare per il governo. Decise però di approfondire i suoi studi in Europa, ma prima di partire volle perfezionare le sue conoscenze di cultura giapponese studiando macrobiotica con Sakurawaza Nyoichi, conosciuto in occidente come George Oshawa. Grazie a questo legame, nel 1950 venne presentato a Morihei Ueshiba, il fondatore dell'Aikidō, e l'anno dopo divenne uchi deshi (allievo interno al dojo). Dal 1958 al 1960 fu inviato ad insegnare Aikidō ai militari in Birmania e, al suo rientro in Giappone, insegnò regolarmente all'Hombu Dojo (Dojo Centrale di Tokyo) in particolare nella famosa lezione del lunedì sera, che tenne per decenni.

## Caratteristiche
Aveva il suo dojo privato in un primo tempo a Ikenoue, famoso per la durezza del suo tatami, poi si trasferì a Shibuya dove il tatami era quello del Kendo: di legno. Il dojo di Shibuya divenne il centro della sua ricerca personale in Aikidō e gli studenti erano accettati solo per invito. Yamaguchi teneva lezioni anche per le squadre di baseball giapponesi, per le università e per dojo privati (lo Zoshukan di Tokyo, tra i più importanti). Le sue lezioni all'Hombu Dojo erano tra le più seguite, anche dai colleghi insegnanti dell'Hombu Dojo stesso, cosa che non si verifica facilmente.
Alto poco meno di 170 cm per un peso di circa 60 kg, sul tatami appariva un gigante e le sue tecniche fluivano senza sforzo, chiaramente ispirate agli eleganti movimenti della spada giapponese. Studiava Lao Tsu e la filosofia dello Yin e Yang e, nonostante fosse molto severo a lezione, non ammetteva la durezza nell'allenamento e insisteva sul liberarsi dalla rigidità. Non metteva troppa enfasi nelle ripetizioni e non spiegava molto della tecnica, ma praticava di persona con ogni studente. I suoi movimenti erano così rapidi che anche gli istruttori Aikikai di grado più elevato avevano problemi con le sue proiezioni.
Tra il 1977 ed il 1995 fu invitato a condurre stage in Europa, principalmente in Francia, Germania ed Inghilterra; l'Università di Mannheim, in Germania, istituì un vero e proprio corso di Aikidō e cominciò ad invitarlo regolarmente.

Diversi grandi maestri si ispirano moltissimo a lui; tra di essi Seishiro Endo, Yoshinobu Takeda, Masatoshi Yasuno, Christian Tissier, Philippe Gouttard e William Gleason. Anche il figlio Tetsu è uno Shihan, 7º dan di Aikido. Gli fa onore non aver mai voluto fondare una sua scuola, cosa in cui non credeva visto il suo profondo rispetto verso il fondatore Morihei Ueshiba e quindi verso l'Aikikai, ma che avrebbe potuto fare tranquillamente grazie al suo seguito.

## Morte
Gli fu diagnosticata un'ulcera intestinale che rifiutò di curare, da forte sostenitore dell'ordine naturale delle cose quale era. Dopo essere stato attivo in Aikido per più di 45 anni, il 24 gennaio del 1996 il Maestro morì nel sonno per una emorragia interna dopo aver fatto una dimostrazione la sera prima. Alla cerimonia funebre organizzata dalla sua famiglia presero parte più di 1000 persone. Dopo di essa vennero organizzate delle grandi dimostrazioni in memoria del Maestro Yamaguchi a Kamakura, a Katsuta e alle Università di Meiji e Nagoya.